# Michael Stanislaw
Michael Stanislaw (Leoben, 5 giugno 1987) è un calciatore austriaco, centrocampista del Bad Sauerbrunn.

## Carriera

### Club
Debutta in Bundesliga austriaca il 4 ottobre 2009 nella sconfitta interna per 0-4 contro il Rapid Vienna.

### Nazionale
Ha partecipato ai Mondiali Under-20 del 2007.

## Palmarès

### Club

#### Competizioni nazionali
- Erste Liga: 1

Wiener Neustadt: 2008-2009